# Kreuzherrenplatz
Kreuzherrenplatz (tschechisch: Křižovnické náměstí) in Prag liegt am Altstädter Ufer der Moldau, direkt am Zugang zur Karlsbrücke, am historischen Krönungsweg der böhmischen Könige. Er gehört zu den kleinsten Plätzen in Prag, trotzdem ist er einer der meistbesuchten Orte der Hauptstadt. Die Westseite des Platzes bietet einen freien Blick auf die Moldau, die Karlsbrücke und das Panorama der Prager Burg.
Im Mittelalter floss hier die Moldau, die die Kreuzherreninsel (tschechisch: Křižovnický ostrov) vom Ufer trennte. Im 19. Jahrhundert wurde die Insel mit dem Altstädter Ufer durch eine breite Terrasse verbunden und so die Fläche des Platzes vergrößert. Die Insel, wie auch der Platz, sind nach dem Kloster des Ritterordens der Kreuzherren mit dem Roten Stern (tschechisch: řád křižovníků s červenou hvězdou) benannt, der sich auf der Nordseite des Platzes befindet, und der zum Teil auf der Insel steht. Dieser Orden sorgte ab dem Jahr 1253 für die Instandhaltung und Bewachung der Judithbrücke – Vorgängerin der heutigen Karlsbrücke – und nahm dafür Brückenzoll.

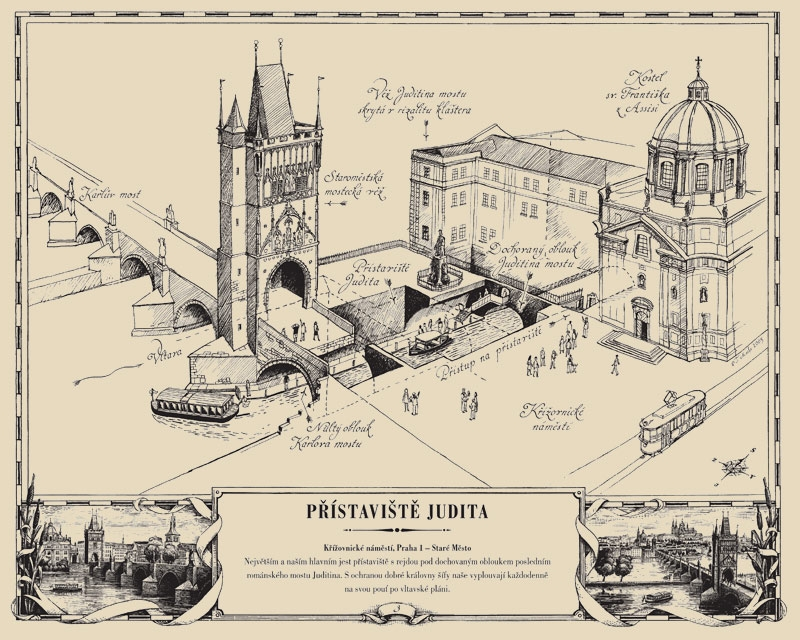
Schnitt durch den Platz nach dem Umbau von 1848

Die heutige Form des Platzes stammt aus dem Jahr 1848, als er vergrößert wurde und die noch erhaltenen Brückenbögen der Judithbrücke überbaut wurden. Im gleichen Jahr wurde hier auch die Bronzestatue des böhmischen Königs und Kaisers Karl IV. errichtet.

## Beschreibung
An der Nordseite des Platzes steht die barocke Kreuzherrenkirche des hl. Franziskus von Assisi (tschechisch: kostel svatého Františka z Assisi). Das Bauwerk entstand als bewusstes Gegenstück zu der gegenüberliegenden jesuitischen St. Salvatorkirche; der böhmische Orden der Kreuzherren stand in Konkurrenz mit den mächtigen Jesuiten. Im Eckrisalit des benachbarten Kreuzherrenklosters ist Mauerwerk vom Turm der ehemaligen Judithbrücke enthalten. Entlang des Klostergebäudes hat der Platz ein niedrigeres Niveau, da er vom ursprünglichen Bogen der Judithbrücke getragen wird. Hier ist der Eingang zum Museum der Karlsbrücke, wo sich der Besucher über die Entstehungsgeschichte und die Gegenwart des berühmten Bauwerkes informieren kann, und zum Hafen des Familienunternehmens Pražské Benátky (Prager Venedig), das Moldaufähren und Ausflugsboote betreibt. Hier kann man auch den noch erhaltenen Brückenbogen der Judithbrücke sehen. 
Die Ostseite des Platzes bildet die Fassade der jesuitischen St. Salvatorkirche (tschechisch: kostel Nejsvětějšího Salvátora), die zum ehemaligen Jesuitenkolleg Clementinum (tschechisch: Klementinum) gehört. Das Clementinum ist nach Prager Burg der zweitgrößte Gebäudekomplex Prags, es war einst das Zentrum der Gegenreformation in Böhmen. An der Ostseite des Platzes führt eine wichtige Straßenverbindung – eine stark befahrene Straße am Moldauufer und eine Straßenbahnlinie.
Der Platz wird dominiert vom Altstädter Brückenturm (tschechisch: Staroměstská mostecká věž), einem der schönsten mittelalterlichen Turmbauten Europas, der den Besucher direkt zur Karlsbrücke führt. Über dem Torbogen sieht man Wappen der Länder der Böhmischen Krone unter Karls IV. Regierungszeit.
Nicht zu übersehen ist das neugotische Bronzedenkmal Karls IV. Errichtet hat es Jacob Daniel Burgschmiet nach dem Model des Dresdner Bildhauers Ernst Hähnel. Es sollte anlässlich des 500. Gründungsjubiläums der Karlsuniversität im Jahr 1848 enthüllt werden. Aufgrund der Studentenunruhen während des Panslawischen Kongresses wurde die Enthüllung jedoch auf den Januar 1851 verschoben.
Karl IV. hält die Gründungsurkunde der Universität in seiner rechter Hand. Im Sockel sehen wir allegorische Darstellungen der vier Fakultäten: Theologie, Medizin, Jurisprudenz und Philosophie.
Auf dem Kreuzherrenplatz befand sich früher die Weinbergverwaltung. Daran erinnert die mit Weinreben verzierte Weinbergsäule (tschechisch: vinařský sloup) mit Statue des hl. Wenzels, dem Patron der Winzer, der der Legende nach eigenhändig Wein für die Messe herstellte. Die Säule steht heute auf der nordöstlichen Seite des Platzes, an der Ecke der Kirche des hl. Franziskus von Assisi. Es ist ein barockes Werk von Johann Georg Bendl aus dem Jahre 1676. Vor der Säule finden wir den ältesten Prager Steinpflaster, der nach der Überlieferung von der ehemaligen Judithbrücke aus dem 12. Jahrhundert stammen soll. Unter dem heutigen Kreuzherrenplatz soll sich auch der ursprüngliche Zugang zur Judithbrücke mit der ursprünglichen Pflasterung befinden.
Beachtenswert an der Südseite des Platzes ist das Haus Nr. 193/2, das an der Ecke mit dem Kaiserwappen geschmückt ist. Hier befand sich früher die Weinbergverwaltung.

## Galerie

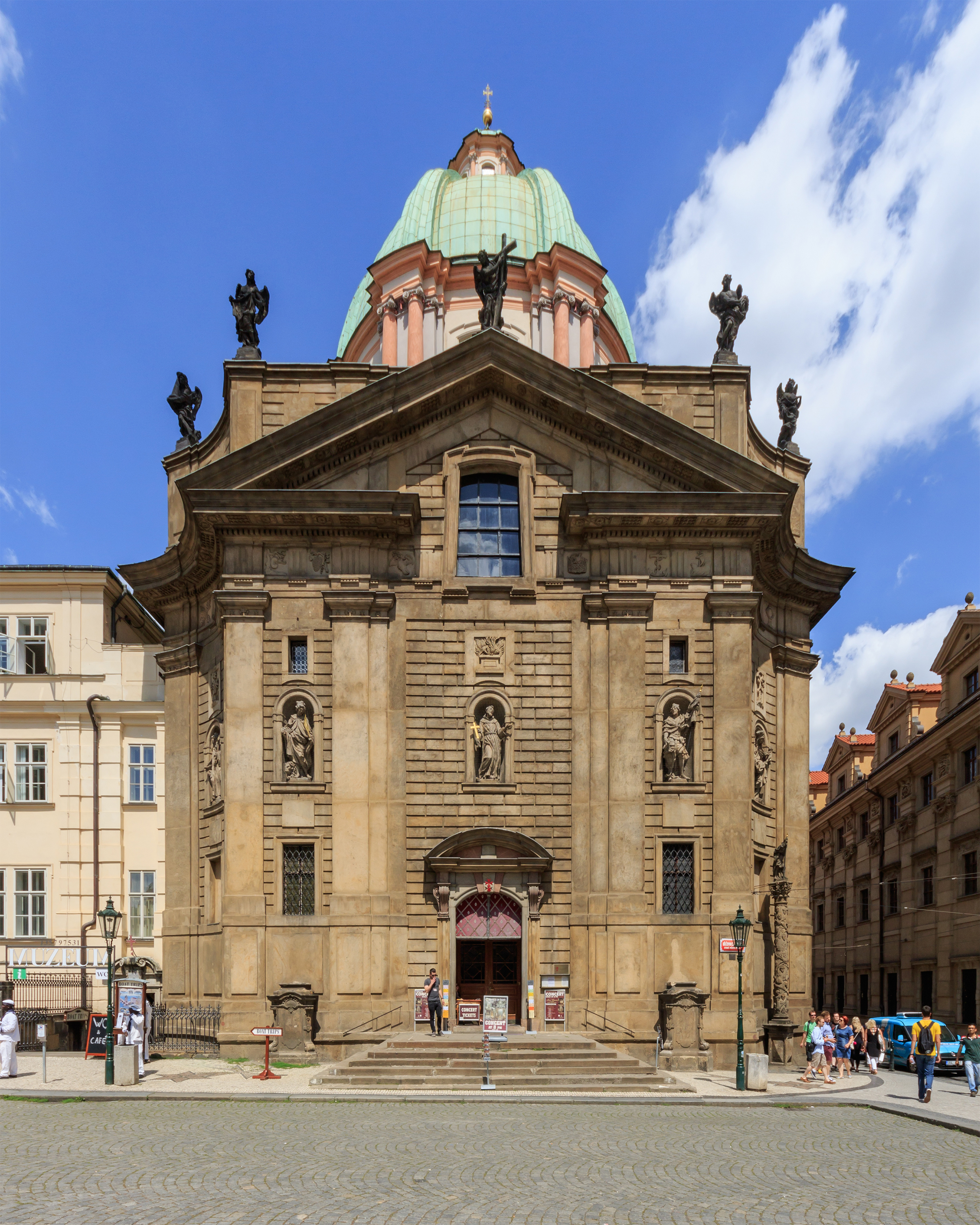
Kreuzherrenkirche des hl. Franziskus
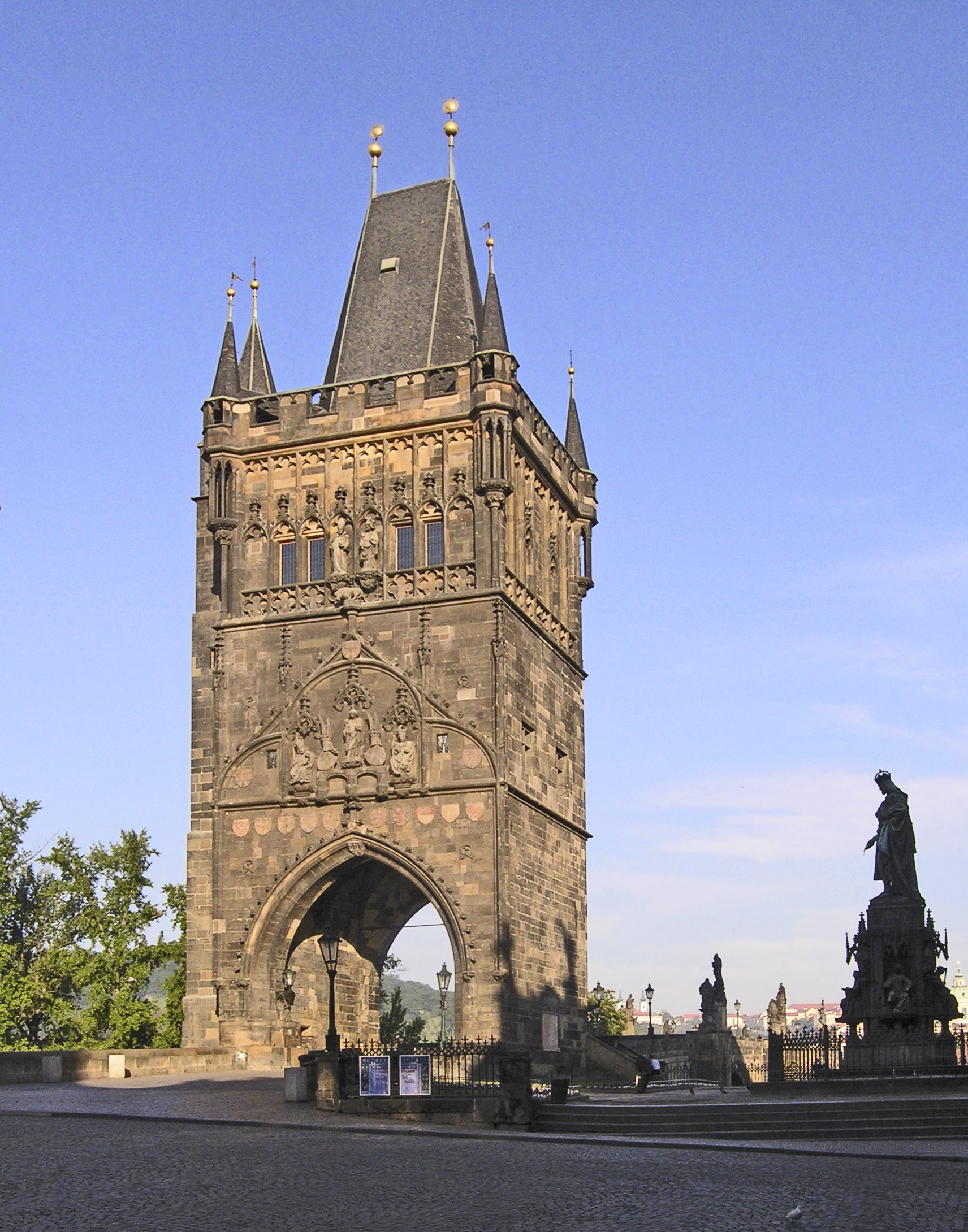
Altstädter Brückenturm
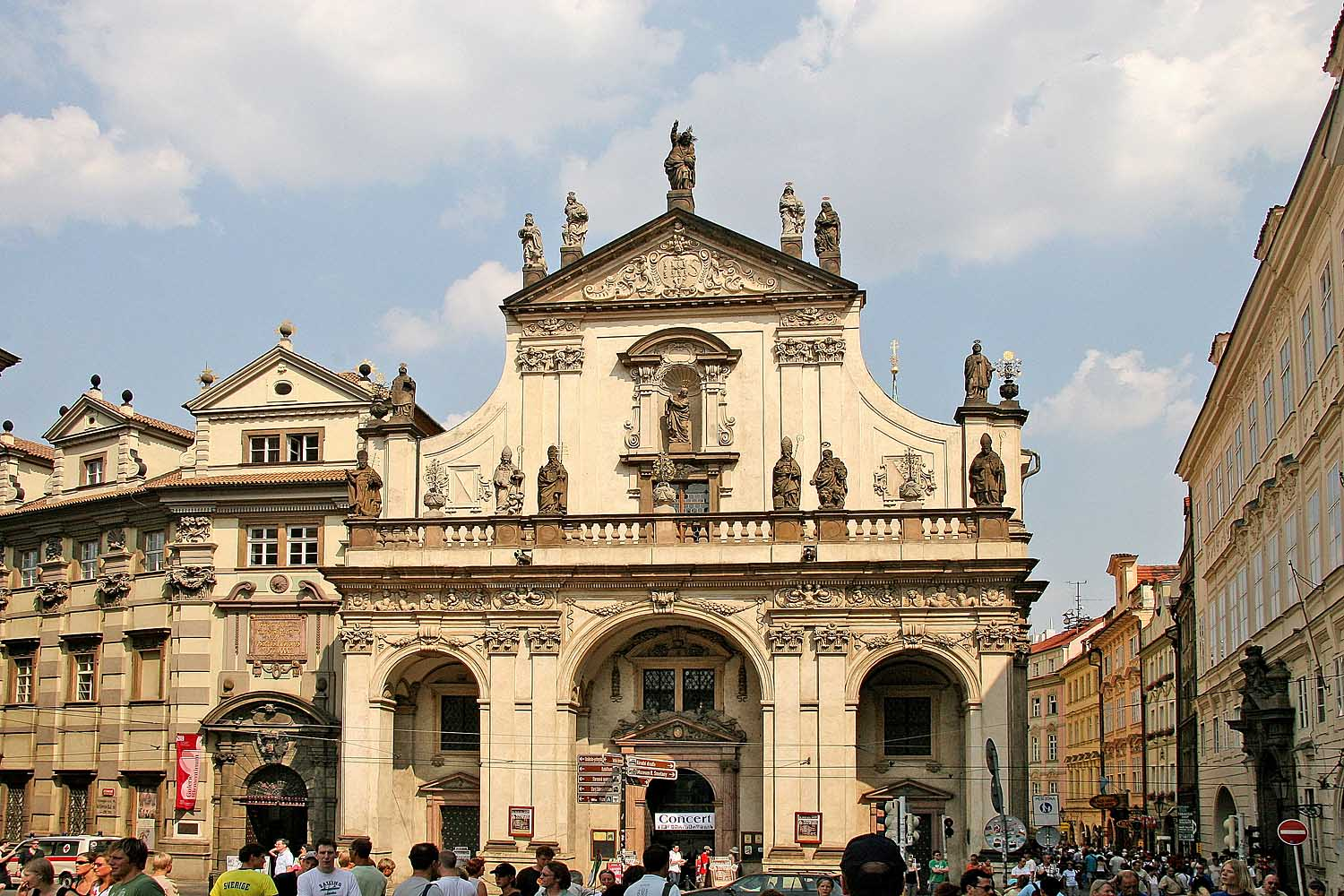
St. Salvatorkirche
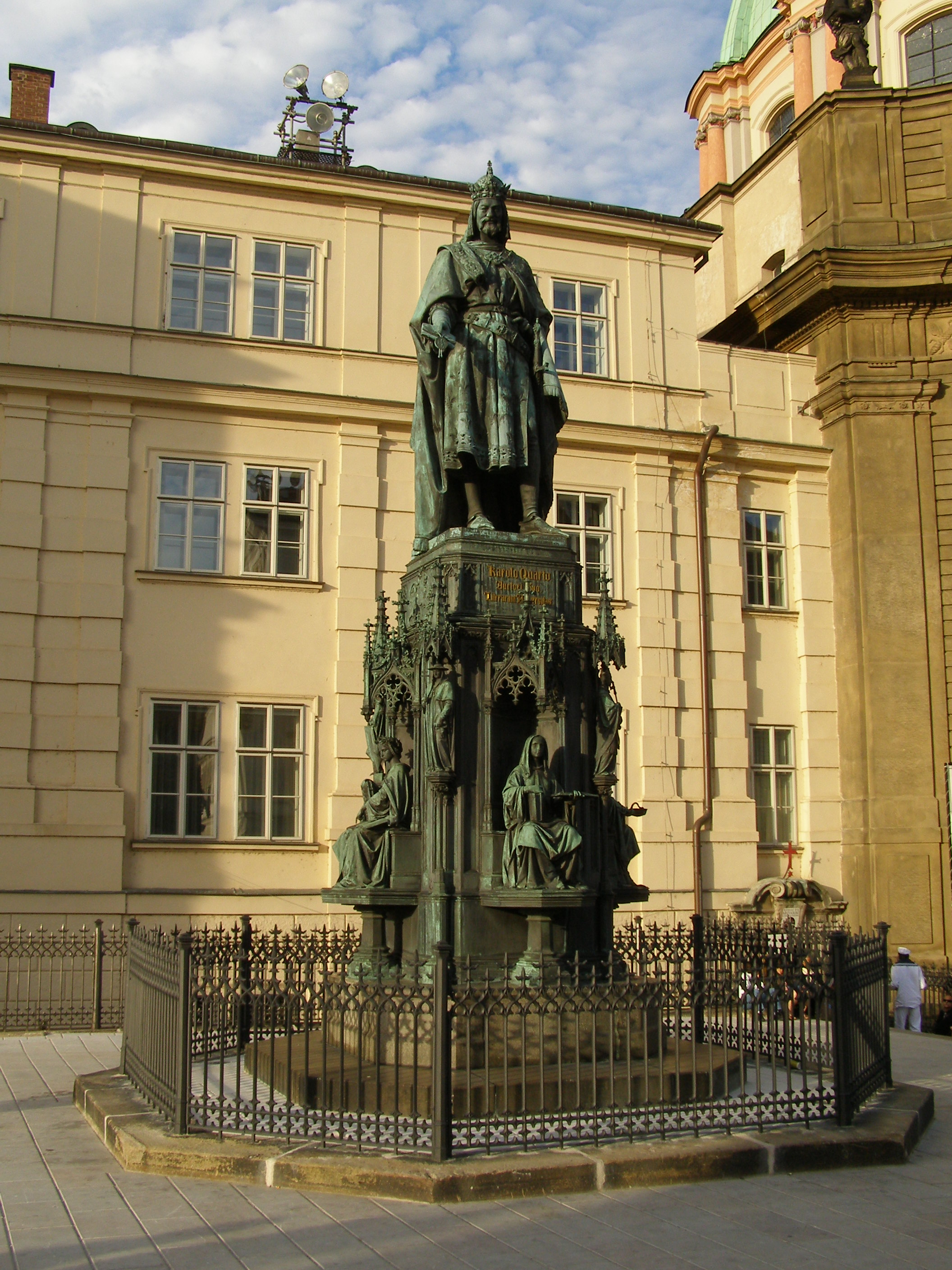
Denkmal Karls IV.
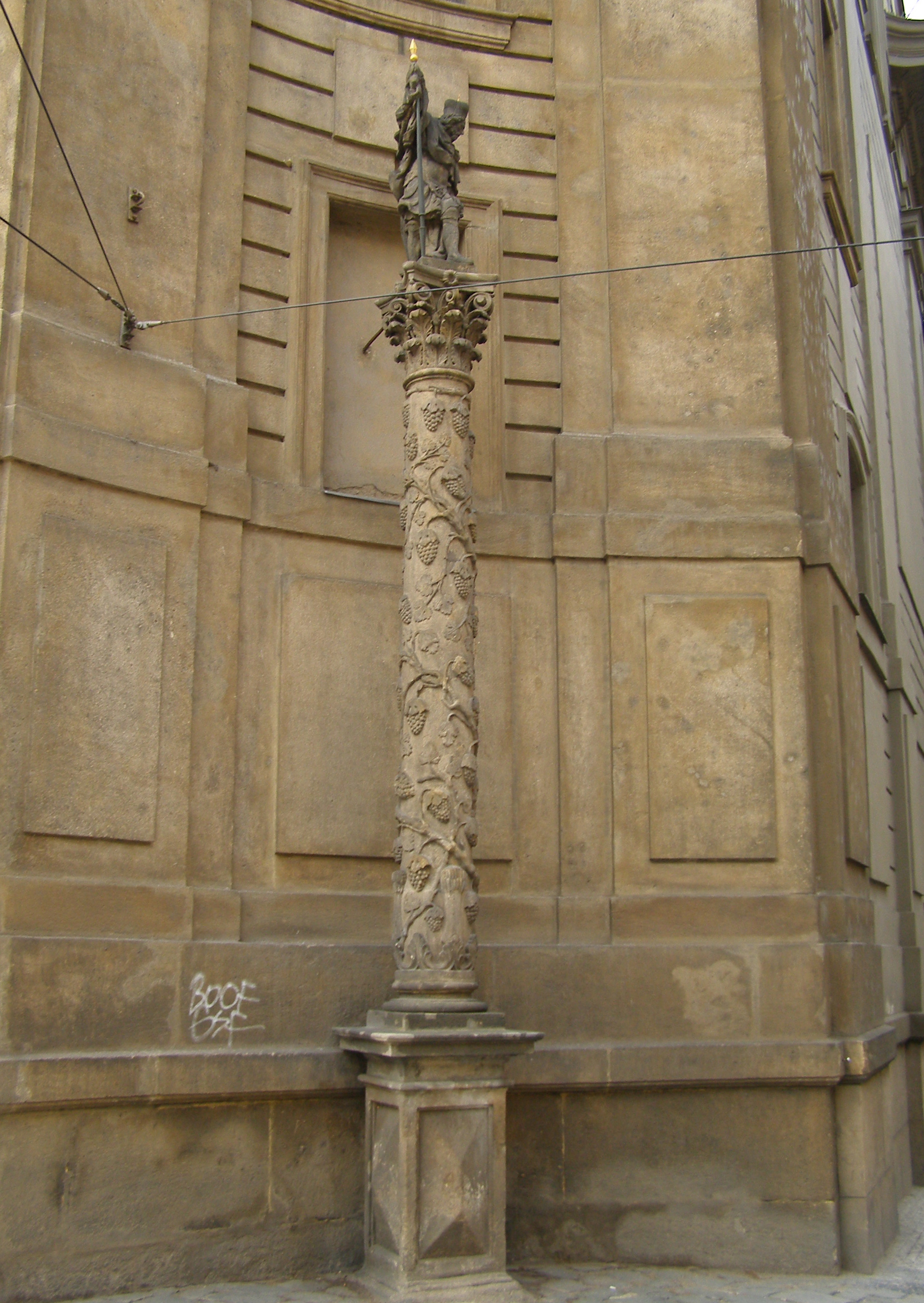
Weinbergsäule
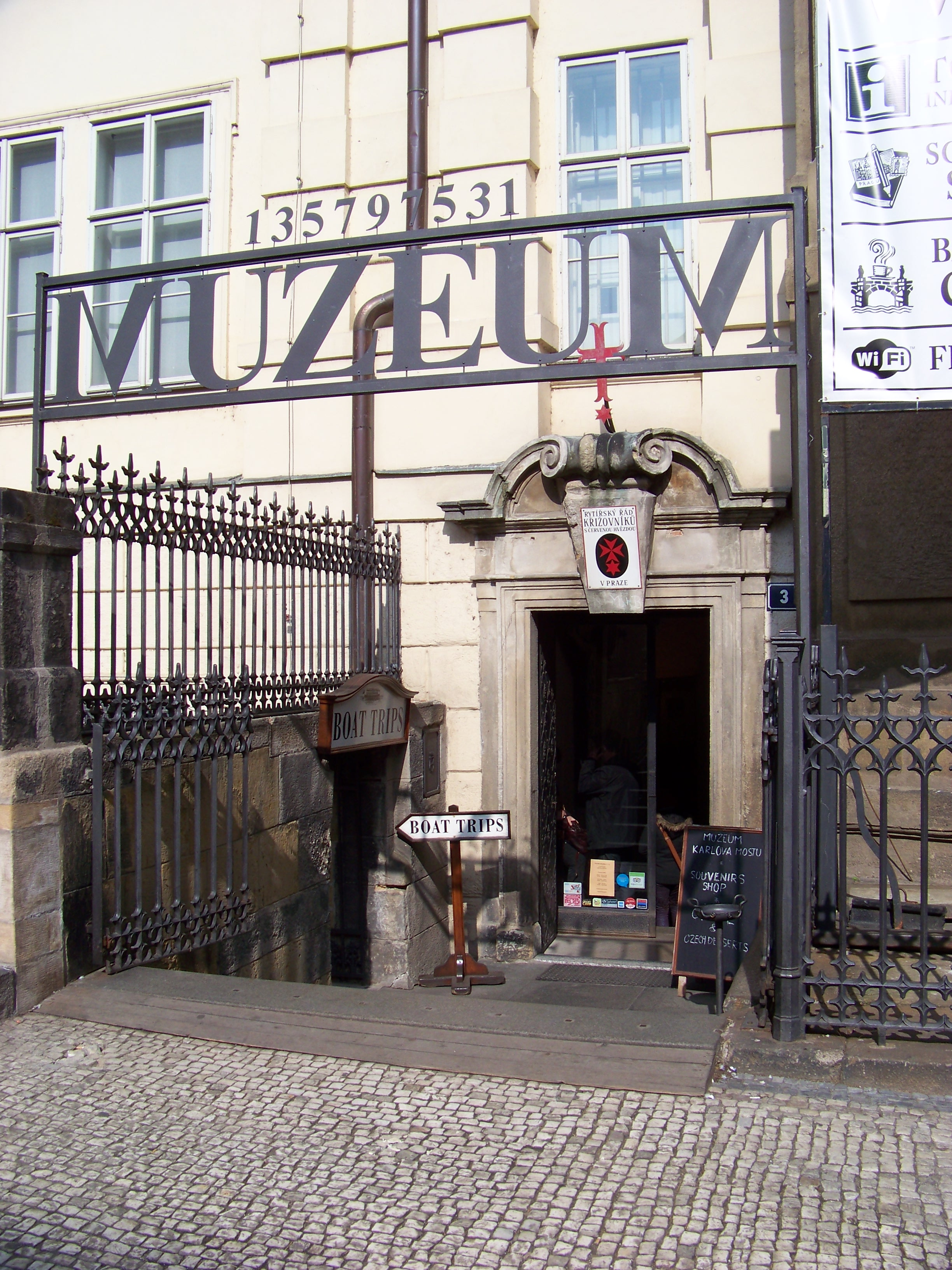
Museum der Karlsbrücke